# Index listové plochy
Index listové plochy (LAI – Leaf Area Index) lze definovat jako listovou plochu vyskytující se nad určitou jednotkou povrchu půdy. tedy LAI = listová plocha / půdorysná plocha, m2/m2.
LAI je důležitým parametrem sloužícím k určování mnoha biologických a fyzikálních procesů spojených s vegetací jako je například fotosyntéza, respirace, transpirace, evapotranspirace, tok uhlíku, intercepce srážek a jejich depozice. LAI je vyžadován jako vstup do mnoha ekologických a klimatických modelů.

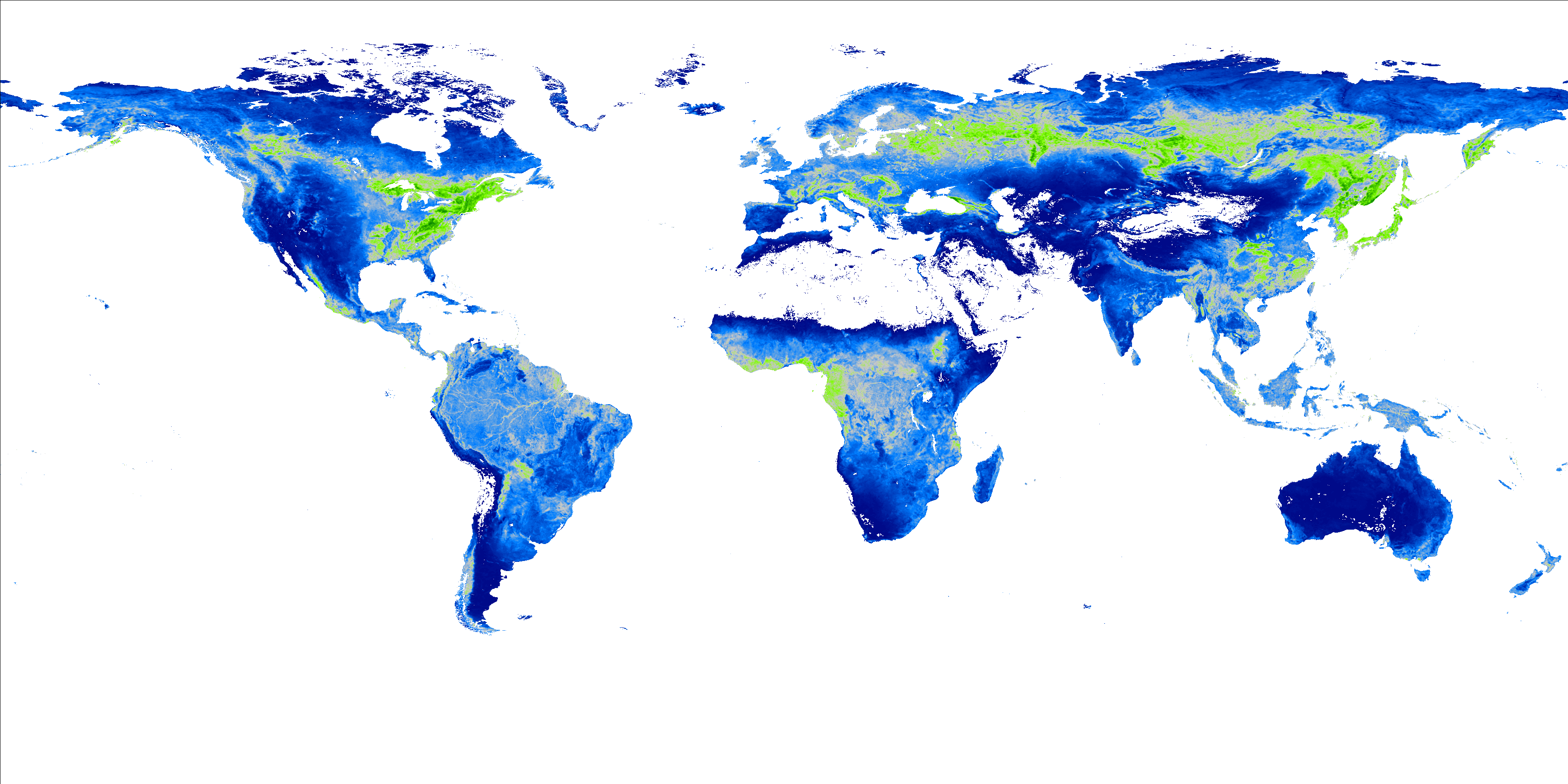
Průměrný dlouhodobý LAI ve světě
Podle listové plochy dělíme LAI na
1. Projekční, danou vertikální (ortogonální) projekcí listové plochy do horizontální roviny (LAIp)
2. Hemi-surface LAI, definovaná jako polovina celkové plochy povrchu listí/ jehlic
3. Celková plocha povrchu jehlic nebo listů (LAIt)[2]

Globálně ve 21. století LAI roste.

## Metody měření[2][4][5]
Přímé – založené převážně na destrukci rostliny, spočívající v odstranění listů z rostliny. Zahrnují více parametrů jako i tvar, úhel nasazení, rozměry nebo pozici jednotlivého orgánu v prostoru. Kvůli náročnosti měření se vybírají alespoň tři vzorové soubory stromů či orgánů stromu, z každé sociální úrovně tj. podúrovňové, úrovňové a nadúrovňové. Přímé metody jsou velice přesné. Jsou vhodné spíše pro listnaté stromy a keře. Pro jehličnany jsou tyto metody velmi pracné a časově náročné. Opakovaná destrukce vybraných vzorníků nebo části porostu je nemožná a nelze sledovat vývoj stanovených parametrů na identickém biologickém materiálu.
Polopřímé – liší se od přímých menší náročností, avšak vyžadují také fyzický kontakt s listovím a kmeny nebo korunou stromů. Mezi nejznámější polopřímé metody se řadí alometrické vztahy. Pomocí těchto vztahů lze ze základních dendrometrických parametrů stromů porostu jako je výčetní tloušťka kmene nebo výška stromu stanovit listovou plochu stromu a následně LAI celého porostu.

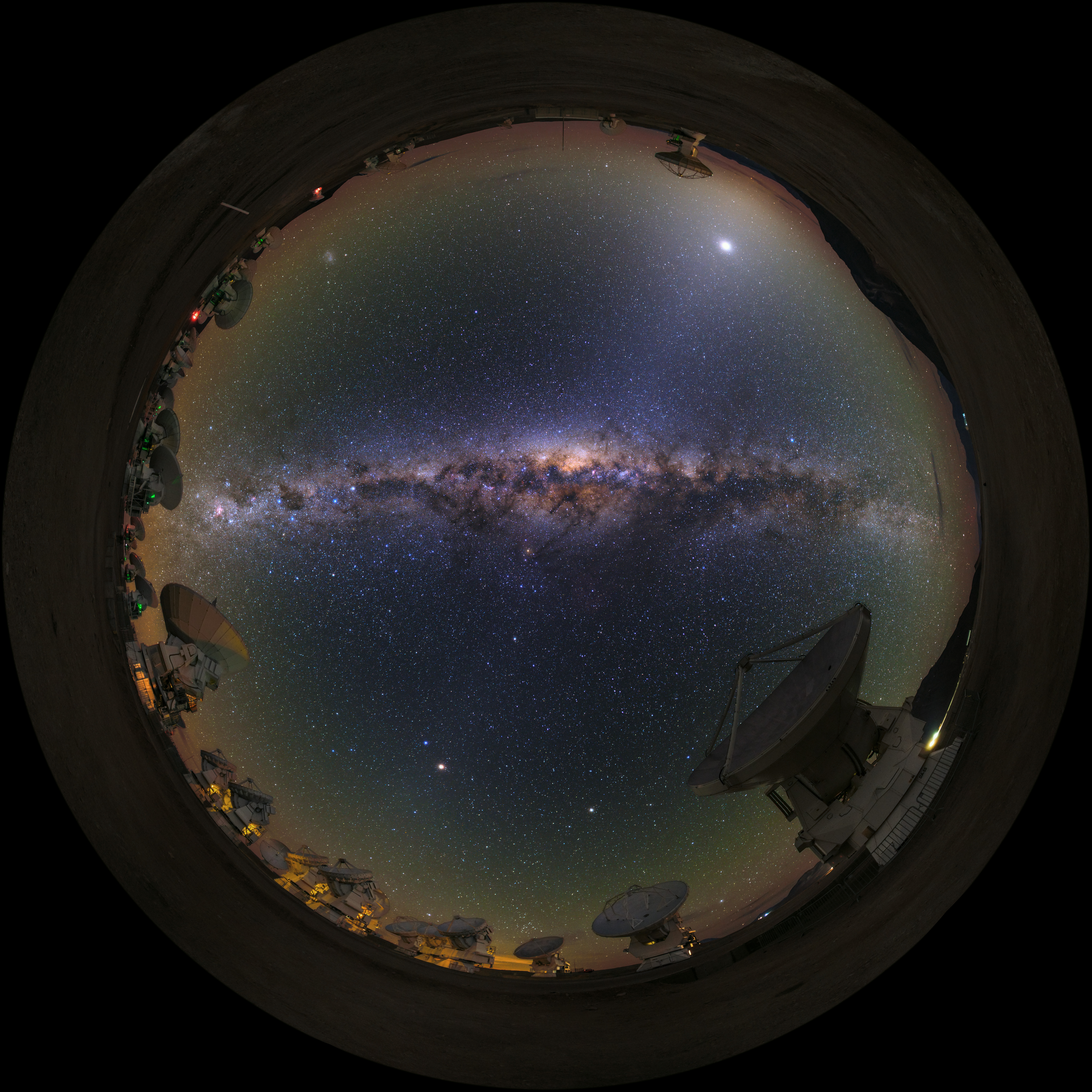
Metoda hemisférického fotografován pomocí "rybího oka"
Nepřímé – jsou založeny na styku a interakci sluneční radiace se strukturou korunové vrstvy, a jeden parametr (například: procházející množství sluneční radiace korunovou vrstvou, množství odražené sluneční radiace ve vybraných částech spektra aj.) tak může být použit k odhadu druhého
1. Metoda založená na měření intenzity radiace resp. stanovení transmitace
2. Metoda mezernatosti neboli frakce děr založena na míře pravděpodobnosti záchytu sluneční radiace při průchodu korunovou vrstvou. Takovou metodou je například analýza pomocí hemisférických fotografií ty lze pořídit vlastním fotoaparátem vybaveným speciální čočkou tzv. rybího oka.
3. Metody spektrální, využívající rozdílův absorpci a odrazu různých vlnových délek záření korunovou vrstvou tedy využití multispektrálního a hyperspektrálního snímkování. Tím se zabývá DPZ (dálkový průzkum země). Nejstarší a nejčastější metodou modelování indexu listové plochy z dat DPZ je jeho odvození z tzv. vegetačních indexů. Pro výpočet LAI se používají zejména indexy SR (Simple Ratio), NDVI (Normalized Difference Vegetation Index) a RSR (Reduced Simple Ratio).
4. Metody laserové, kdy po snímaní porostu laserovými paprsky lze vytvořit dokonce trojrozměrný obraz korunové vrstvy i celého porostu. Systém leteckého laserového skenování (LLS) nebo obecně LiDAR (Light Detection and Ranging) je moderní progresivní metodou dálkového průzkumu Země.[5]

Tyto metody patří mezi nejefektivnější, nejvhodnější pro sledování dynamiky vývoje LAI.

## Výpočet LAI
Existuje několik možností výpočtu hodnot LAI, záleží na zvolení úhlu záběru stromové klenby. Nejčastěji používané úhly jsou 45°, 60°, 75°. LAI s menším úhlem zabírá menší část oblohy, tzn. nesnímá širší okolí. Hodnoty LAI 10 větší než 1 označují hustší porosty, hodnoty menší než 1 značí řídké porosty. Porosty s vyšším indexem olistěné jsou především jehličnaté lesy. Nižší hodnoty mívají řidší porosty, například listnaté stromy, nejnižší pak zemědělské plodiny a poničené lesy.

## Vegetační indexy k odhadu LAI
Vegetační index je kombinace odrazivosti dvou nebo více vlnových délek. Tato kombinace je vyjádřena matematickým vzorcem, čímž vznikne jedna výsledná hodnota. Pro vegetační indexy se používají zejména pásma viditelné části spektra a blízkého infračerveného spektra, jelikož mezi těmito intervaly dochází u zdravé vegetace k prudkému nárůstu odrazivosti. 
Vegetační indexy NDVI a GARI, využívající pásma viditelná a pásmo blízké infračervené, jsou nejlepšími indexy pro kvantitativní detekci změn hodnot LAI při velikosti porostu 2 m2/m2. Vegetační indexy MTCI a ClRed-edge využívající Red-edge pásmo, které zobrazují oblast mezi červeným a blízkým infračerveným pásmem, byly původně používané k odhadu obsahu chlorofylu v plodinách, ale mohou dosahovat  lepších výsledků LAI než jiné metody. Oba indexy reagují dobře na změnu listové plochy a nejsou ovlivněny účinky půdního pozadí. 
Z vegetačních indexů využívající pouze pásma RGB (červené, zelené, modré) je pro odhad LAI vhodný například index TGI. Odhad listové plochy přes tento vegetační index umožňuje použití RGB kamer. Ty mohou být až třikrát levnější než kamery multispektrální, které pořizují také snímky z blízkého infračerveného pásma. 

## Faktory ovlivňující LAI
U přímých metod
- Množství a druh vegetačního pokryvu
- Fáze vývoje vegetace
- Zdravotní stav vegetace
- Metody použité při sběru a zpracování listoví

U nepřímých metod
- Aktuální stav optických vlastností atmosféry
- Vhodné roční období
- Vhodný počet a uspořádání měřických stanovišť
- Použití vhodného čidla či zařízení
- Překryv záběrů čidla či jiné přístrojové limitace